# 랏프라우

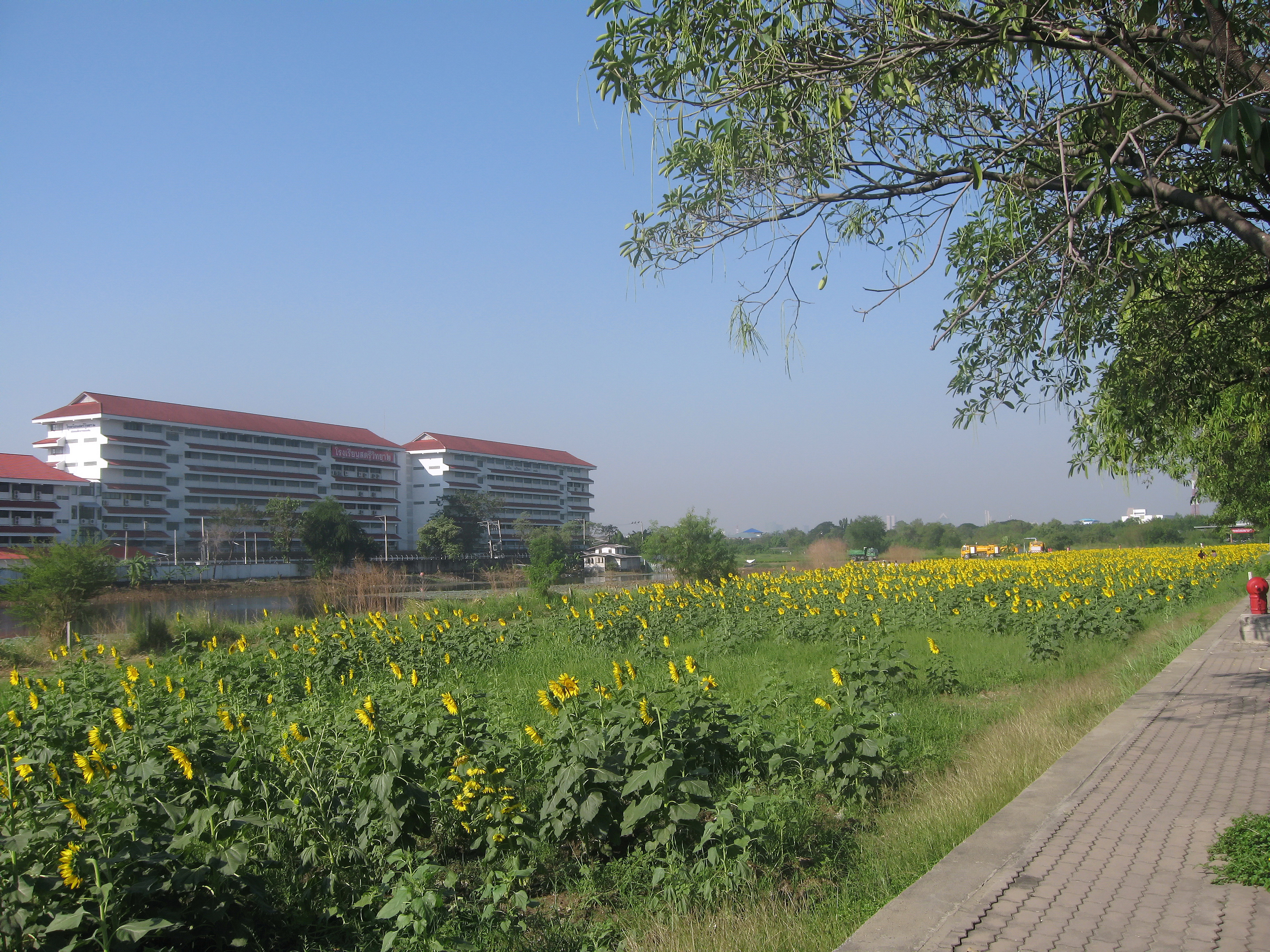

랏프라우(ลาดพร้าว)는 방콕의 행정 구역이다. 이 지역의 총 인구 수는 2017년 기준으로 120,394명이다. 인구 밀도는 5,599.72km2이다. 방켄, 븡꿈, 방까삐, 왕통랑, 짜뚜짝과 경계하고 있다.

## 역사
이전에 랏프라우는 톤부리와 프라나콘이 끄룽텝(방콕)이라는 단일 행정 구역으로 통합되기 전 당시 프라나콘 성이었던 방까삐 지역의 땀본이었다. 나중에 방콕 행정 구역의 명명 규칙이 변경된 후 방까피 구역(암포)의 하위 구역(탐본)이 되었다.
1989년 9월 4일, 랏프라우는 부엥쿰(Bueng Kum)과 함께 방까삐에서 새로운 구역으로 분리되었다.
랏프라우(Lat Phrao)라는 단어는 말 그대로 '코코넛 경사면'을 의미한다. 지역 인장에는 코코넛 과수원이 많았던 지역으로 추정되는 두 개의 신선한 잎을 내는 코코넛이 있다.

## 행정 구역
| 1. | Lat Phrao    | ลาดพร้าว |  |
| 2. | Chorakhe Bua | จรเข้บัว  |  |